# Brayelin Martínez
Brayelin Elizabeth Martínez (nacida el 11 de septiembre de 1996 en Santo Domingo) es una jugadora de voleibol dominicana que ganó la medalla de bronce en los Juegos Panamericanos 2015 como miembro de la selección nacional de República Dominicana. Jugó en el Campeonato Mundial de 2014 y en la Copa Mundial FIVB de 2011 y 2015, entre otras competencias.
Con sus selecciones menores de edad, ganó la medalla de oro en el Campeonato Mundial Sub-20 de 2015, medalla de plata en el Campeonato Mundial Sub-23 de la FIVB de 2013 y bronce en el Campeonato Mundial Sub-23 de la FIVB de 2015. Con la selección mayor obtuvo medalla de oro en la Copa Panamericana 2014 y 2016 y plata en 2013 y 2015; plata en el Campeonato Continental NORCECA 2013 y oro en los Juegos Centroamericanos y del Caribe 2014, en la Copa Panamericana U23 2016 y los Juegos Bolivarianos 2017, donde fue abanderada.

## Vida personal
Martínez mide 2,01 m (6' 7,10") de alto y pesa 83 kilogramos (183 lb). Nació el 11 de septiembre de 1999, en santo domingo, Santo Domingo, Distrito Nacional . Sus padres son Agripina Martínez, quien también se desempeñó como directora del equipo juvenil y junior de República Dominicana, y Juan Doñe (fallecido en 2008). Sus hermanos son Jineiry, quien también juega para las selecciones nacionales de voleibol de República Dominicana y Bryan, quien fichó como lanzador por los Piratas de Pittsburgh pero luego optó por jugar baloncesto profesional con los Titanes del Distrito Nacional. Es prima del basquetbolista Jack Michael Martínez y sobrina del exjugador de baloncesto de la selección nacional y actual político y ex-Viceministro de Deportes Soterio Ramírez. Martínez declaró que se sintió atraída por el voleibol cuando tenía siete años, durante los Juegos Panamericanos de 2003. Es graduada en Licenciatura en Administración de Empresas de la Universidad APEC.

## Carrera
En 2010 el club Centro se quedó con el campeonato del torneo superior de San Cristóbal y Martínez fue seleccionada como la Jugadora Más Valiosa del torneo. Posteriormente jugó con el Distrito Nacional, perdiendo ante La Romana la final de la Copa Nacional y siendo nombrada Mejor Atacante.
En 2011, Martínez ayudó a Cienfuegos a ganar el torneo de voleibol de la provincia de Santiago. Disputó la Copa Movistar en Perú con su equipo junior, donde alcanzó la medalla de plata. En junio, Martínez ganó la medalla de plata en la Copa Panamericana Junior y posteriormente, en julio, lideró a su seleccionado con 31 puntos en el partido por la medalla de bronce de la Copa Panamericana Juvenil, donde fue elegida Mejor Atacante del torneo.
Durante el Campeonato Mundial FIVB U20, ayudó a su equipo a alcanzar el quinto lugar y terminó el torneo en el cuarto lugar entre las anotadoras. Posteriormente jugó con el club dominicano Mirador Santo Domingo que disputó el Campeonato Mundial de Clubes. Su equipo terminó en cuarto lugar después de perder el partido por la medalla de bronce ante el equipo brasileño Sollys/Nestle. Luego disputó el Campeonato Nacional Juvenil con el Distrito Nacional, siendo nombrada para prestar juramento en nombre de todos los deportistas. Más tarde debutó con su equipo senior durante la Copa Mundial FIVB como la jugadora más joven, ayudando a su equipo a alcanzar el octavo lugar, la mejor posición de la historia.
En 2012 Martínez jugó la Copa Panamericana Senior en Ciudad Juárez, México, uniéndose al primer equipo dominicano que quedó fuera del podio de la Copa Panamericana al perder 2-3 ante Cuba. Luego jugó el Gran Premio Mundial FIVB cuando tenía dieciséis años, siendo la jugadora más joven del torneo. Su equipo alcanzó la duodécima posición.
Más tarde el equipo Nacional Juvenil de República Dominicana conquistó la medalla de plata del Campeonato NORCECA Juvenil y Martínez ganó los premios a Mejor Anotadora y Mejor Atacante.
En 2013 logró la medalla de bronce de la Copa Panamericana Juvenil tras derrotar 3-1 a Argentina.
Ese mismo año, durante la Copa Panamericana Juvenil celebrada en La Habana, Cuba, Martínez se quedó con la medalla de plata luego de perder 1-3 ante México. Junto a Winnifer Fernández y Larysmer Martínez ganaron el VII Torneo de Voleibol de Playa de Cabarete, consiguiendo un bono de RD$ 30,000 (aproximadamente US$ 713 en abril de 2013).
En 2014 el Gremio de Escritores Deportivos de República Dominicana premió a Martínez como la mejor jugadora de voleibol del año y también la nominó al máximo galardón,  finalmente ganado por el jockey Joel Rosario. Ayudó a su equipo nacional senior a alcanzar la clasificación para el Campeonato Mundial, jugando en La Romana, República Dominicana. La prensa la señalo como «disciplinada, valiente y con coraje». Se desempeñó como capitana de su equipo en el Campeonato NORCECA Junior de 2014, donde alcanzó la medalla de bronce. Cuando el equipo senior de República Dominicana se vio afectado por el virus chikunguña, Martínez lideró la ofensiva, sin embargo el equipo obtuvo una marca de 1-8 y se ubicó último en el Grupo 1 del Gran Premio Mundial FIVB, después de derrotar solo a Turquía por 3–2.
En noviembre, Martínez jugó su quinto torneo mundial, la Copa Mundial de Grandes Campeones FIVB como parte del equipo senior que derrotó a Tailandia. Allí Dominicana ocupó el sexto y último lugar tras haber sido invitados por la organización.
República Dominicana ganó su segunda Copa Panamericana U23 en 2014 al derrotar 3-1 a Colombia en el partido final. Martínez se desempeñó como capitana de su selección nacional y fue seleccionada como Jugadora Más Valiosa, y también premiada como Mejor Anotadora y Mejor Atacante.
Martínez jugó su primer Campeonato Mundial Senior en Italia, siendo apodada "la Gamova del caribe" ayudando a su selección nacional a comenzar la competencia invicta 5-0 derrotando a Italia por 3-2. Tras un comienzo donde acumuló 7 victorias y 2 derrotas, su equipo se clasificó por primera vez para la tercera ronda del Campeonato Mundial a pesar de perder 2-3 ante China, pero no pudo clasificarse para las semifinales después de perder sus dos partidos de la tercera ronda 2- 3 contra China y 0-3 ante Brasil. El seleccionado de Martínez finalizó en quinto lugar. Posteriormente viajó a Veracruz, México para disputar los Juegos Centroamericanos y del Caribe . y ayudó a su equipo nacional a ganar su cuarta medalla de oro consecutiva.
Martínez se unió al club dominicano Mirador, cuando el club fue seleccionado como invitado para jugar el Campeonato Mundial de Clubes FIVB. Su club perdió sus dos partidos 1-3 ante el suizo Voléro Zürich y 0-3 ante el brasileño Rexona Ades Rio y finalmente quedó empatado en quinto lugar con el japonés Hisamitsu Springs. Martínez participó en el Montreux Volley Masters 2015, pero su selección nacional perdió el partido por el quinto puesto 1-3 ante Alemania. Poco después participó de la Copa de Campeones NORCECA, llevándose a casa la medalla de oro y la clasificación para la Copa Mundial FIVB 2015.
Posteriormente jugó la Copa Panamericana en Perú, ganando la medalla de plata cuando su selección nacional perdió ante Estados Unidos 0-3 en el partido por el campeonato. A pesar de eso, se clasificaron para el Gran Premio FIVB 2016. Como parte de una delegación histórica de República Dominicana a los Juegos Panamericanos de 2015, ganó con su selección la medalla de bronce luego de perder ante Estados Unidos en semifinales y derrotar 3-1 a la selección de Puerto Rico. Martínez luego viajó a Ankara, Turquía para disputar el Campeonato Mundial Sub-23, ganando la medalla de bronce tras caer 2-3 ante Brasil pero derrotando a Japón 3-2 para conformarse con el tercer puesto y el premio a la Mejor Atacante Exterior.
Después de terminar 6-0 después de las rondas de juego de grupo en el Campeonato Mundial U20, marcó 27 puntos en la victoria 3-2 sobre Italia y otros 32 en el triunfo 3-2 ante Brasil que le dio el primer título de voleibol a la República Dominicana. Ella, como capitana del equipo, calificó a la paciencia y la concentración como las claves para lograr el triunfo al tiempo que expresó su satisfacción por haber sido premiada como la Jugadora Más Valiosa del torneo. También fue premiada como Mejor Atacante Exterior y encabezó la clasificación de anotadoras con 177 puntos.
El 8 de octubre, el club italiano de voleibol Südtirol Neruda Bolzano anunció su incorporación.
En 2016 disputó el Gran Premio Mundial, donde su equipo nacional senior logró la medalla de oro en el grupo 2 y más tarde llevó a su equipo nacional senior a la medalla de oro de la Copa Panamericana en casa. Fue premiada como la Jugadora Más Valiosa del torneo y como la Mejor Atacante Externa.
República Dominicana se adjudicó la tercera medalla de oro de la Copa Panamericana U23 al ganar la edición 2016 celebrada en Perú donde Martínez se llevó los premios a la Jugadora Más Valiosa y a la Mejor Atacante.
Martínez se mantuvo en la Liga italiana cuando fichó por el Unet Yamamay Busto Arsizio, tras una temporada en el Südtirol Neruda Bolzano, terminando la temporada como una de las máximas anotadoras con 360 puntos.
Con el Busto Arsizio, Martínez ganó la medalla de plata en la Copa CEV 2016-17, donde su club perdió ante el Dynamo Kazan ruso en la final.
Para la temporada 2017/18 se trasladó al club italiano Pomì Casalmaggiore. Se desempeñó como abanderada de su representación nacional en los Juegos Bolivarianos 2017, ganando la medalla de oro tras derrotar a Perú y Colombia. De allí pasó a la liga turca, jugando la temporada 2018/19 en el Aydin BB junto a su hermana Jineiry y la también seleccionada dominicana Gaila González López. Tras finalizar la temporada fichó por el club brasilero Praia Clube.
A poco tiempo de incorporarse al club brasilero logró su primer título en el país, al conseguir la Supercopa tras derrotar al Itambé Minas. Ese mismo año disputó su primer campeonato internacional con el Dentil/Praia, el Campeonato Mundial Femenino de Clubes de la FIVB de 2019, donde fue la quinta máxima anotadora del certamen.En 2020 se sumó su hermana Jineiry al equipo y juntas consiguieron el título en el campeonato mineiro y el subcampeonato en el Campeonato Sudamericano de Clubes 2020, donde Brayelin fue elegida como la mejor opuesta del certamen. A partir de estos resultados y de su desempeño en la selección nacional, fue destacada por la FIVB como la "jugadora de la semana" en su sitio web, refiriéndose a ella como la "máquina de hacer puntos".En abril de 2021 llegó a las finales de la Superliga brasilera, donde cayó ante el Minas.En 2021 ganó el Campeonato Sudamericano de Clubes, siendo la máxima anotadora de la final con 22 puntos y formando parte del equipo ideal del torneo. En 2022 llegó nuevamente a las finales de la Superliga brasilera, donde otra vez cayó ante el Minas. En la temporada 2022/23 tuvo su revancha, llegando otra vez a la final para esta vez derrotar a su clásico rival el Minas por 3-0 en una final a partido único. Una semana después volvió a derrotar al club mineiro para quedarse con el Campeonato Sudamericano de Clubes 2023, donde fue elegida como la jugadora más valiosa del torneo. Tras la obtención del título, la jugadora anunció que dejaría Brasil para continuar su carrera en Europa, poniendo fin así a una estadía de cuatro años en el Praia Clube.
Con su seleccionado nacional, mientras tanto, participó en los Juegos Olímpicos de Tokio 2020 y logró la medalla de oro en los torneos NORCECA Final Six de 2021 y 2022. En este último logró además el reconocimiento de mejor anotadora y mejor jugadora. En los Juegos Centroamericanos y del Caribe 2023 alcanzó la medalla de oro, además de la distinción individual de mejor atacante.Ese mismo año repitió el oro en el Campeonato NORCECA de 2023, contribuyendo con 20 puntos en la final.

## Trayectoria
- Distrito Nacional (2010)
- Centro (2010)
- Mirador (2011)
- Cienfuegos (2011)
- Distrito Nacional (2011-2012)
- Playeras de Boca Chica (2014)
- Mirador (2015)
- Südtirol Neruda Bolzano (2015-2016)
- Unet Yamamay Busto Arsizio (2016-2017)
- Pomì Casalmaggiore (2017-2018)
- Aydın Büyükşehir Belediye Spor Kulübü (2018-2019)
- Praia Clube (2019-2023)

## Premios

### Individuales
- Copa Panamericana Juvenil 2011 “Mejor atacante”
- Campeonato NORCECA Junior 2012 “Mejor anotadora”
- Campeonato Juvenil NORCECA 2012 “Mejor anotadora”
- Campeonato Juvenil NORCECA 2012 "Mejor atacante"
- Campeonato Mundial FIVB U18 2013 "Mejor atacante externa"
- Campeonato Mundial FIVB Sub-23 2013 "Mejor atacante externa"
- Copa Panamericana U23 2014 “Jugadora más valioso”
- Copa Panamericana U23 2014 “Mejor anotadora”
- Copa Panamericana U23 2014 “Mejor atacante”
- Campeonato Mundial FIVB Sub-23 2015 "Mejor atacante externa"
- Campeonato Mundial FIVB U20 2015 "Mejor atacante externa"
- Campeonato Mundial FIVB U20 2015 "Jugadora más valiosa"
- Copa Panamericana 2016 “Jugadora más valiosa”
- Copa Panamericana 2016 “Mejor atacante externa”
- Copa Panamericana U23 2016 “Jugadora más valiosa”
- Copa Panamericana U23 2016 “Mejor atacante”
- Juegos Panamericanos 2019 “Mejor atacante externa”
- Copa Panamericana 2019 “Mejor atacante externa”
- Campeonato NORCECA 2019 “Jugadora más valiosa”

### Clubes
- Copa República Dominicana 2010 - Subcampeona, con Distrito Nacional
- Campeonato Nacional Juvenil 2012 - Campeona, con Distrito Nacional
- 2014 Torneo Superior Provincia de Santo Domingo - Campeona, con Playeras de Boca Chica
- Copa CEV 2016-17 - Subcampeona, con Unet Yamamay Busto Arsizio
- 2020-21 Superliga brasileña - Subcampeona, con Dentil/Praia Clube
- 2021-22 Superliga brasileña - Subcampeona, con Dentil/Praia Clube
- 2022-23 Superliga brasileña - Campeona, con Dentil/Praia Clube